# Shanghai Golden Grand Prix 2014
Shanghai Golden Grand Prix 2014 byl lehkoatletický mítink, který se konal 17. května 2014 v čínském městě Šanghaji. Byl součástí série mítinků Diamantová liga.

## Výsledky
- Archiv výsledků zde [1]

### Muži
| Disciplína     | 1. místo                   | 2. místo                         | 3. místo                 |
| 100 m          | Justin Gatlin 9,95         | Nesta Carter 10,12               | Michael Rodgers 10,18    |
| 800 m          | Robert Biwott 1:44,69      | Taoufik Makhloufi 1:44,73        | André Olivier 1:44,85    |
| 5000 m         | Yenew Alamirew 13:04,83    | Thomas Pkemei Longosiwa 13:05,44 | Hagos Gebrhiwet 13:06,88 |
| 110 m překážek | Xie Wenjun 13,23           | Pascal Martinot-Lagarde 13,26    | David Oliver 13,28       |
| 400 m překážek | Michael Tinsley 48,77      | Mamadou Kassé Hanne 48,86        | Bershawn Jackson 48,92   |
| Skok o tyči    | Renaud Lavillenie 592 cm   | Konstadinos Filippidis 562 cm    | Xue Changrui 562 cm      |
| Trojskok       | Lukman Adams 17,10 m       | Lázaro Martínez 16,73 m          | Tung Pin 16,69 m         |
| Vrh koulí      | Christian Cantwell 21,73 m | Joe Kovacs 21,52 m               | Ryan Whiting 21,31 m     |
| Hod oštěpem    | Ihab Abdelrahman 89,21 m   | Kim Amb 84,14 m                  | Vítězslav Veselý 83,80 m |

### Ženy
| Disciplína      | 1. místo                           | 2. místo                    | 3. místo                           |
| 200 m           | Blessing Okagbareová 22,36         | Anthonique Strachan 22,50   | Kimberlyn Duncan 22,96             |
| 400 m           | Novlene Williamsová-Millsová 50,31 | Amantle Montshoová 50,37    | Stephanie McPherson 50,54          |
| 1500 m          | Abeba Aregawiová 3:38,72           | Jennifer Simpsonová 4:00,42 | Sifan Hassanová 4:01,19            |
| 3000 m překážek | Emma Coburnová 9:19,80             | Sofia Assefaová 9:25,76     | Hiwot Ayalewová 9:27,25            |
| Skok do výšky   | Ana Šimičová 197 cm                | Inika McPhersonová 192 cm   | Ruth Beitiaová 192 cm              |
| Skok daleký     | Blessing Okagbareová 686 cm        | Ivana Španovićová 685 cm    | Sosthene Taroum Moguenara 679 cm   |
| Hod diskem      | Sandra Perkovićová 70,52 m         | Dani Samuelsová 67,89 m     | Mélina Robertová-Michonová 62,66 m |